# Kaiserstraße (Trier)
Die Kaiserstraße ist eine Straße am südlichen Rand der Trierer Altstadt. Sie verläuft zwischen den Kaiserthermen im Osten und dem Moselufer im Westen. Sie ist Teil des Trierer Alleenrings und wird als Einbahnstraße nur in Ost-West-Richtung befahren. Parallel verläuft die Südallee, die nur in entsprechend umgekehrter Richtung befahren wird.

## Geschichte
Nachdem die Mahl- und Schlachtsteuer, die an den Stadttoren erhoben wurde, im Jahr 1875 weggefallen war, konnte der Bereich der hierfür noch nötig gewesenen Stadtmauer überplant werden. Die Kaiserstraße sollte neues Bauland im südwestlichen Teil der Stadtmauer erschließen. Sie verläuft parallel zur Südallee, die außerhalb der Stadtmauer lag. Zum Bau der Straße erwarb die Stadt 1876 ein Grundstück. Im Zuge der Baumaßnahmen wurden auch das Neutor und das St.-Barbara-Tor (bis auf die Konstantinsäule) abgerissen. Über den Abriss des historischen Neutors war eingehend diskutiert worden. Im Oktober 1877 war die Straße fertiggestellt. Der westliche Teil der Straße bis zur Neustraße erhielt seinen Namen im Jahr 1878, der östliche Teil erst 1895. Für die Herkunft des Namens gibt es zwei Herleitungen: entweder von der am Ende der Straße am Moselufer stehenden Konstantinsäule oder in Erinnerung an die 1871 wieder entstandene deutsche Kaiserwürde. Zu den herausragenden Bauten der ersten Jahre gehör(t)en das Zellsche Haus (Nr. 25 [heute 26], 1878, nicht mehr existent), eine Taubstummenschule (Nr. 18, 1881/82) und die Lorenz-Kellner-Schule (Nr. 10, 1889–91).
Von 1933 bis 1945 hieß die Straße Schlageterstraße.

## Kulturdenkmäler
Neben einigen alten Resten der ehemaligen Trierer Stadtmauer (u. a. ein Wehrturm) und der Ostfront der Kaiserthermen befinden sich 18 weitere Kulturdenkmäler aus dem 19. Jahrhundert und frühen 20. Jahrhundert an der Straße. Die Bauwerke wurden vor allem im Neoklassizismus errichtet. Die Trierer Synagoge von 1956/57 ist ebenfalls Kulturdenkmal.

## Infrastruktur
Die Bühne – ein ehemaliger Zeitungskiosk, im Grüngürtel auf Höhe Neustraße gelegen – wurde 2009 von Studierenden der Studiengänge der Fachbereiche Architektur und Innenarchitektur der Hochschule Trier in einen Ausstellungsraum umgestaltet. Die Exponate sind von außen durch die Fenster und damit unabhängig von Öffnungszeiten sichtbar. Gegenüber befindet sich eine von zwei Innenstadttankstellen in Trier.

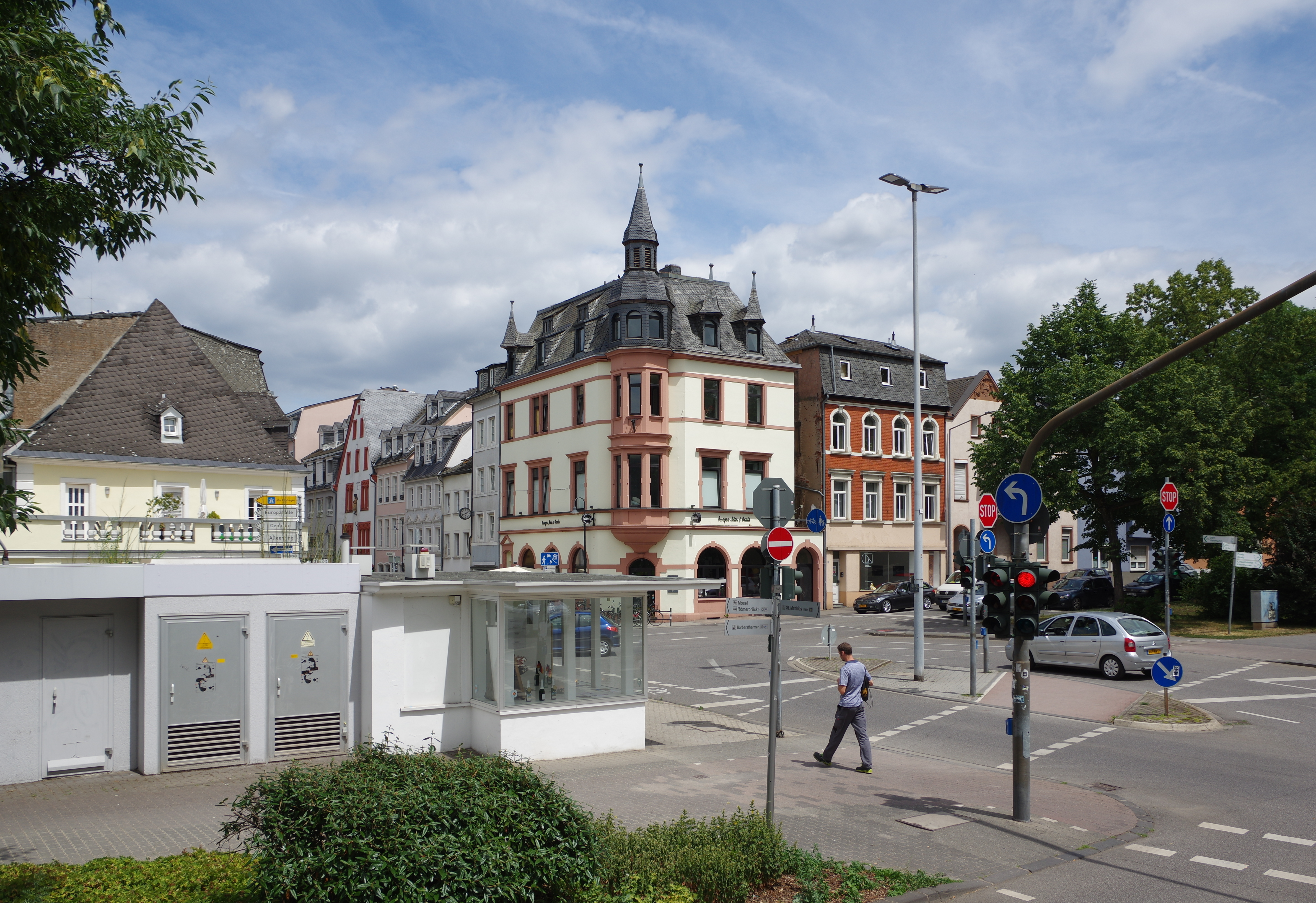
Kreuzung Südallee/Kaiserstraße mit Neustraße im Norden und Saarstraße im Süden
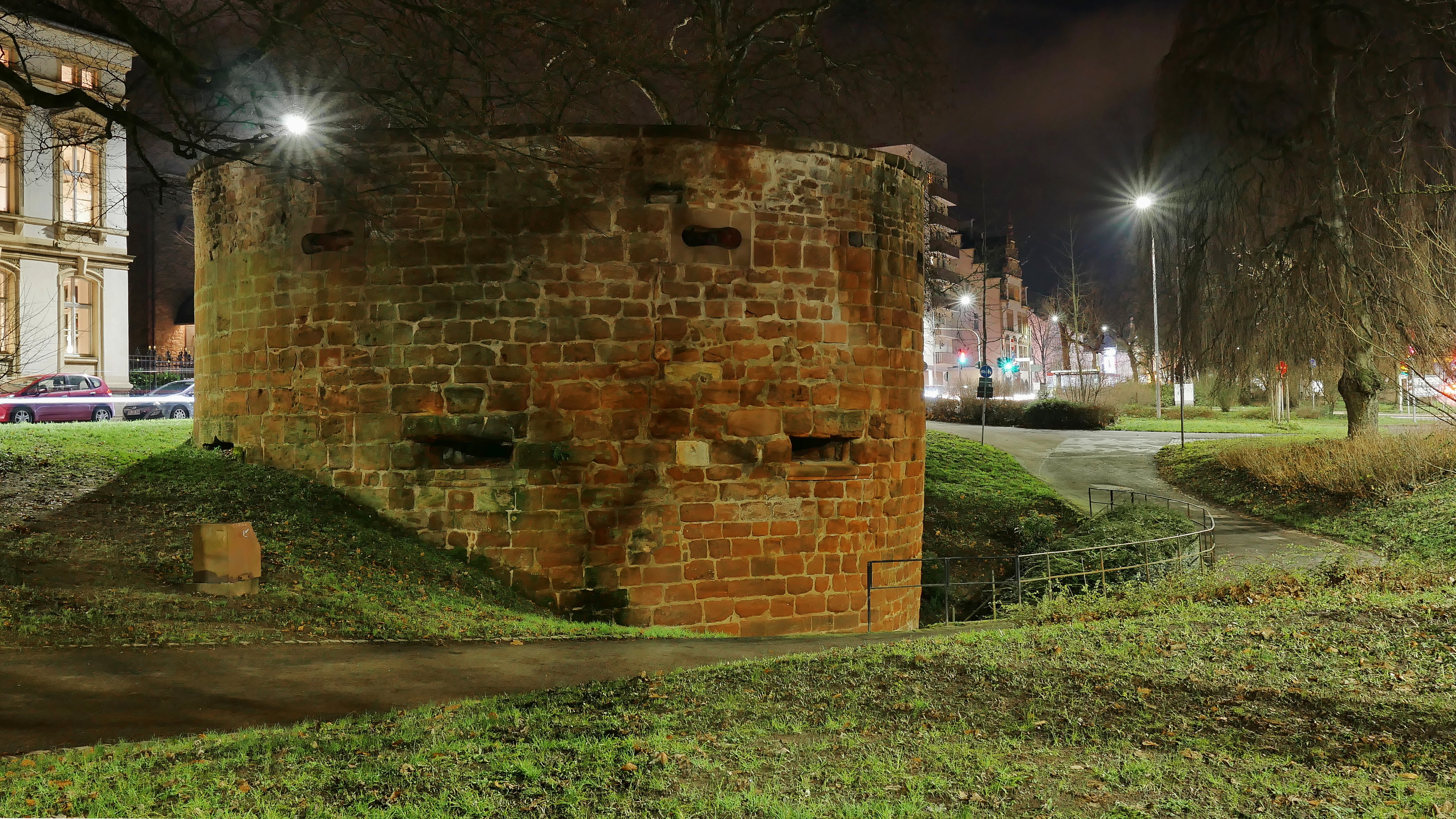
Bastion Südallee, Teil der ehemaligen Stadtmauer
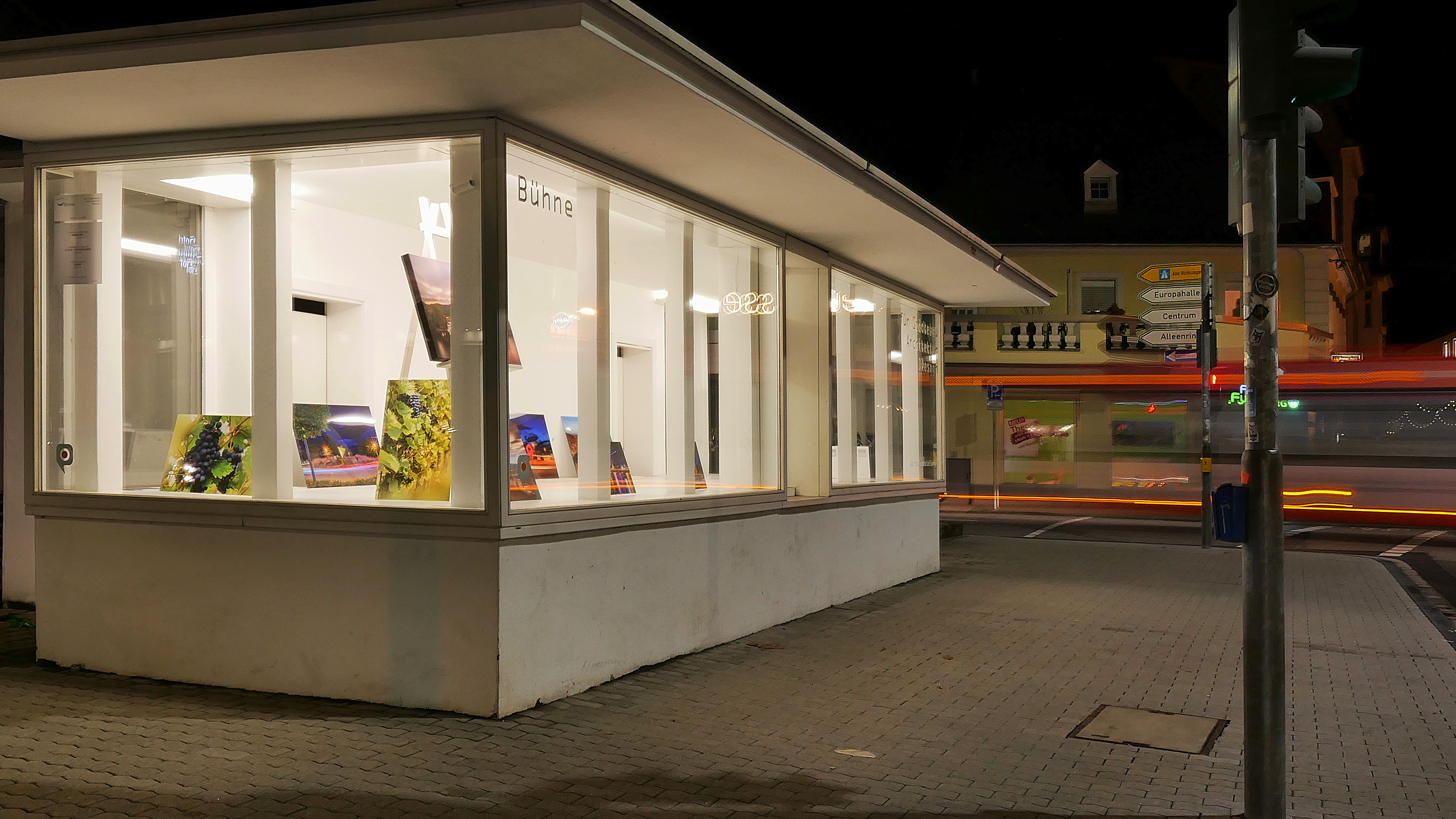
Kunst-Kiosk Bühne
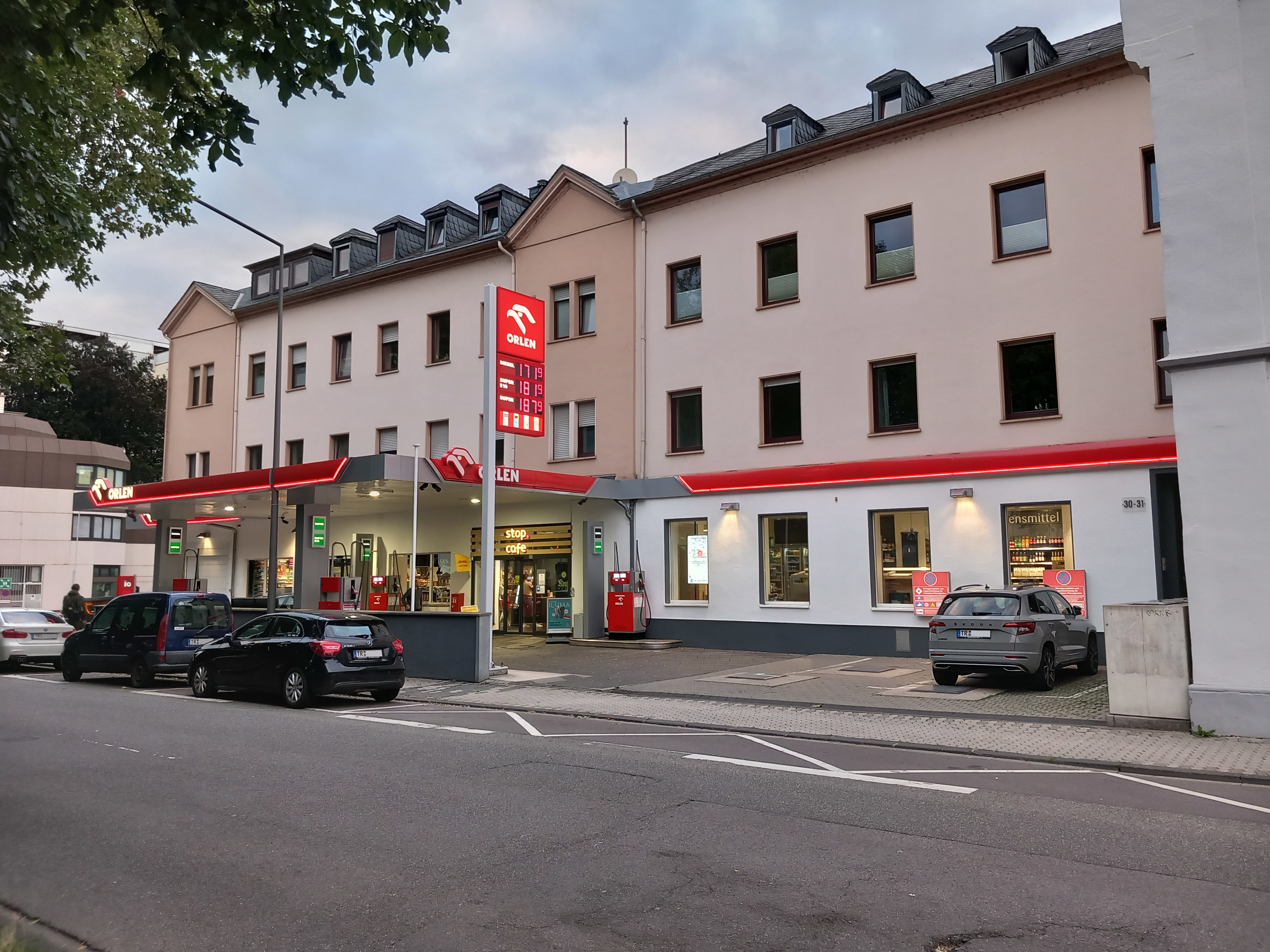
Orlen-Tankstelle
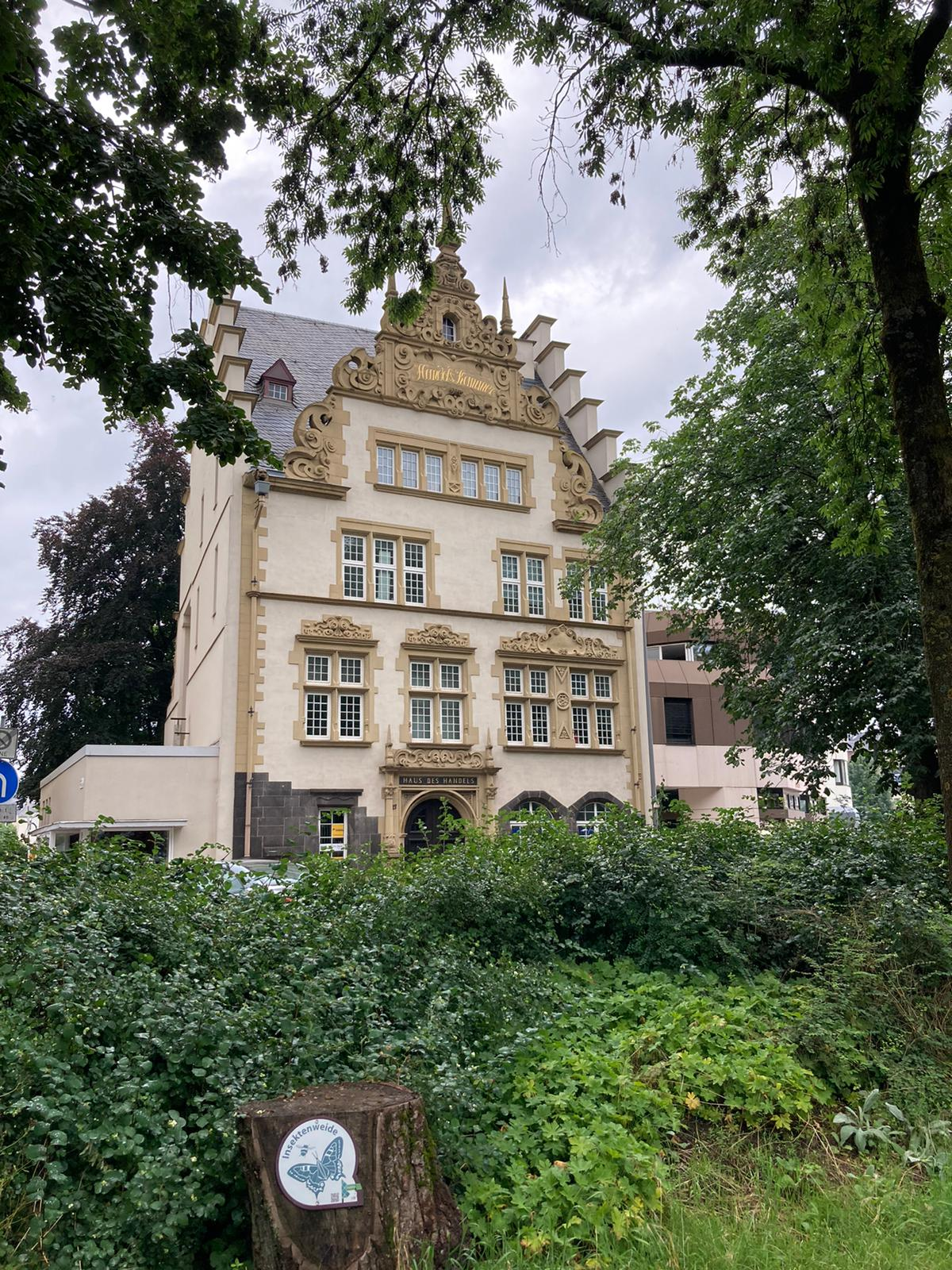
Haus des Handels, ehemalige Handelskammer
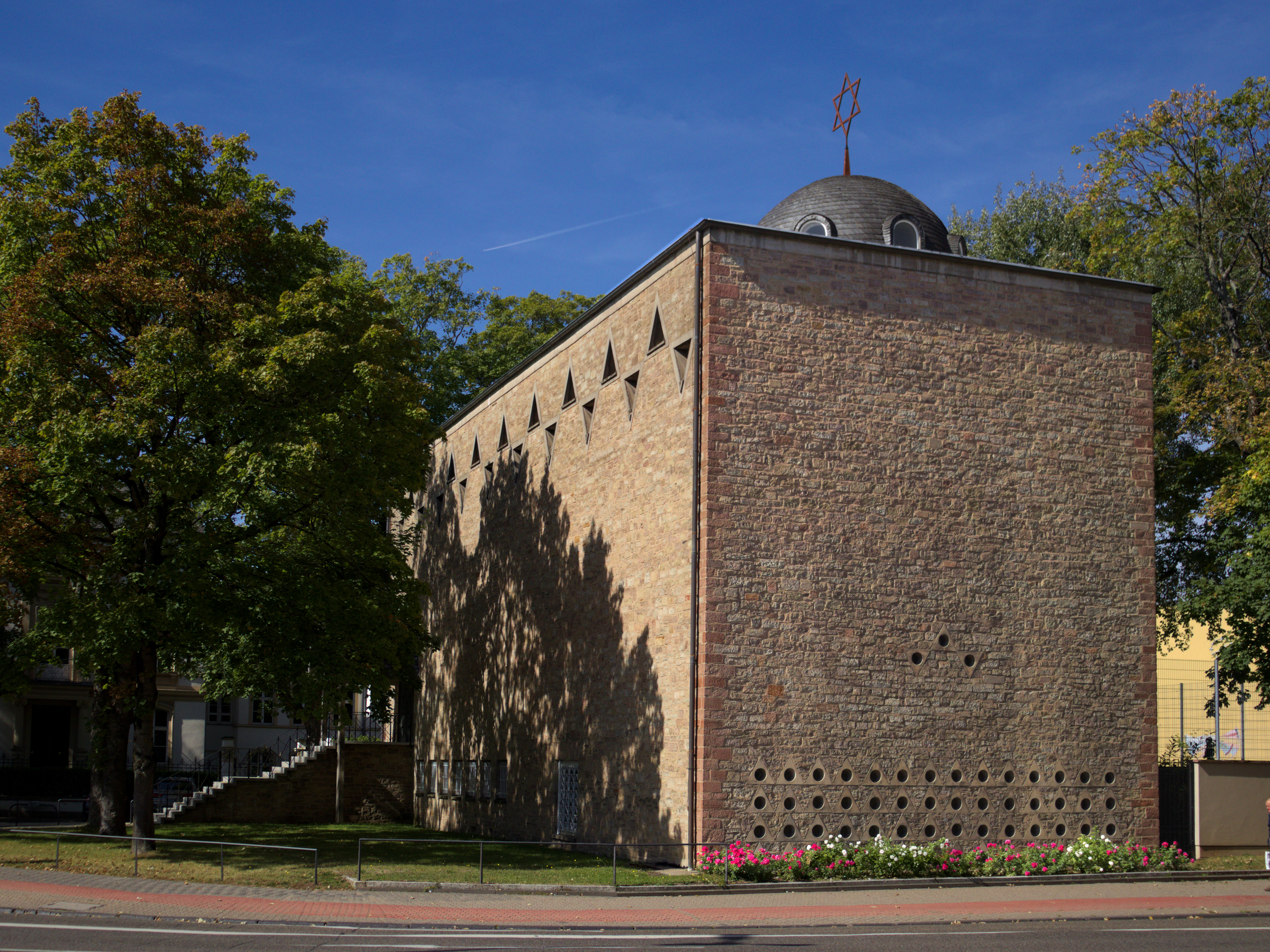
Synagoge, 1956/57 von Stadtbaurat Alfons Leitl